# Раш, Ричард (режиссёр)
Ричард Раш (англ. Richard Rush; 15 апреля 1929 — 8 апреля 2021) — американский кинорежиссёр, сценарист, кинопродюсер. В 1981 году был дважды номинирован на премию «Оскар» за режиссуру и лучший сценарий фильма «Трюкач».

## Биография
Ричард Раш родился 15 апреля 1929 года в Нью-Йорке, США. Был одним из первых студентов кинематографического факультета Калифорнийского университета в Лос-Анджелесе. После его завершения работал на телевидении над созданием программ пропагандистского характера о Корейской войне. Полученные им в ходе этой работы знания и опыт, по его признанию, оказали значительное влияние на формирование его социально-политических убеждений. Чуть позже создал собственную фирму по производству рекламных роликов. В 1959 году под влиянием фильма Франсуа Трюффо «Четыреста ударов» продаёт свой бизнес. На вырученные деньги он снимает малобюджетный (≈50000 долларов США) фильм «Слишком рано для любви», который спустя десятки лет будет назван одной из работ, предвосхитившей эру Нового Голливуда и фильмы Стивена Спилберга и Мартина Скорсезе. Роль в картине стала второй в кино для Джека Николсона, позже снявшегося ещё в нескольких фильмах режиссёра.
В конце 1960-х годов Ричард Раш получает заказ от компании «American International Pictures» на производство нескольких фильмов о различных молодёжных субкультурах: «Аллея грома» о мире вокруг автомобильных гонок, «Ангелы ада на колёсах» о байкерах, «Псих-аут» о коммуне хиппи. Картины откровенно эксплуатировали модную молодёжную тематику и имели переменный коммерческий успех. В 1968 году режиссёр выпустил ещё один «байкерский» фильм — «Дикая семёрка», чем, по мнению критиков, «сыграл заметную роль в развитии жанра и сделал большой вклад в кино для любителей мотоциклов».
В 1970 году Ричард Раш организует собственную студию и выпускает фильм «Напрямик» с Эллиоттом Гулдом и Кэндис Берген в главных ролях. Ингмар Бергман оценил эту работу, как «лучший американский фильм десятилетия». В 1974 году режиссёр выпускает картину «Фриби и Бин», ставшей одним из первых экспериментов в разработке ставшей позже популярной темы приключений двух городских полицейских — напарников.
Безусловной вершиной творчества Ричарда Раша стала картина 1980 года «Трюкач». Снятый в сплаве жанров комедии, социальной антивоенной драмы, триллера, исторического костюмированного боевика, фильм был хорошо принят зрителями и чрезвычайно высоко оценивался критикой. Однако судьба фильма складывалась непросто. Раш начал подготовку к съёмкам в 1971 и завершил их только в 1978 году. После этого готовая лента целый год не была выпущена в прокат из-за отсутствия интереса у дистрибьюторов. Картина демонстрировалась в одном зале в Сиэтле, чуть позже ещё в девяти в Лос-Анджелесе. Даже после того, как «Трюкач» получил три номинации на премию Оскар (лучшая режиссура, лучший сценарий, лучшая мужская роль актёра Питера О’Тула), фильм был хоть и выкуплен киностудией 20th Century Fox, но был отпечатан только в 200 копиях и по-настоящему широкого проката не получил. Ричард Раш считает, что причиной этого стала личная неприязнь к нему одного из партнёров студии. Двадцать лет спустя режиссёр снял полнометражный документальный фильм «Зловещая сага о съёмках „Трюкача“».
В начале 1980-х годов Ричард Раш по договору с MGM начал подготовительный период к съёмкам нового фильма с рабочим названием «Air America». Он вспоминает:

Я действительно увлёкся этим проектом и пять лет потратил на исследования в Юго-Восточной Азии и создание сценария. Это был лучший сценарий, которую я когда-либо написал, лучше в том числе «Трюкача». Шон Коннери дал согласие на съёмки, мы искали второго героя… Я отправился в Юго-Восточную Азию и искал места для съёмок. Я вспоминаю, что руководитель одной из азиатских ВВС предложил начать бомбить любую страну, только бы я снял его в фильме…
Однако, по утверждению самого режиссёра, когда он вернулся в США, сценарий фильма так понравился вновь назначенному директору по производству MGM, что тот захотел снимать картину сам. В первую очередь он отстранил Ричарда Раша и несколько переписал сценарий. Узнав об изменениях, от участия в проекте отказался Шон Коннери. Оскорблённый Раш навсегда покинул проект (получив 4 миллиона долларов компенсации) и практически навсегда кинематограф. Фильм был выпущен в 1990 в постановке режиссёра Роджера Споттисвуда с Мелом Гибсоном в главной роли.
К постановочной работе Ричард Раш вернулся в 1994 году, сняв эротический триллер «Цвет ночи» с Брюсом Уиллисом в главной роли. Критика констатировала полный творческий провал режиссёра.
Раш скончался 8 апреля 2021 года в своём доме в Лос-Анджелесе после продолжительной болезни.

## Фильмография
| Год  |     | Русское название                  | Оригинальное название                       | Роль                          |
| ---- | --- | --------------------------------- | ------------------------------------------- | ----------------------------- |
| 1960 | ф   | Слишком рано для любви            | Too Soon to Love                            | режиссёр, сценарист, продюсер |
| 1963 | ф   | О любви и желании                 | Of Love and Desire                          | режиссёр, сценарист, продюсер |
| 1966 | ф   | Человек по имени Кинжал           | A Man Called Dagger                         | режиссёр                      |
| 1967 | ф   | Судьба-злодейка                   | El dedo del destino                         | режиссёр                      |
| 1967 | ф   | Аллея грома                       | Thunder Alley                               | режиссёр                      |
| 1967 | ф   | Ангелы ада на колёсах             | Hells Angels On Wheels                      | режиссёр                      |
| 1968 | ф   | Псих-аут                          | Psych-Out                                   | режиссёр                      |
| 1968 | ф   | Дикая семёрка                     | The Savage Seven                            | режиссёр                      |
| 1970 | ф   | Напрямик                          | Getting Straight                            | режиссёр, продюсер            |
| 1974 | ф   | Фриби и Бин                       | Freebie and the Bean                        | режиссёр, продюсер            |
| 1980 | ф   | Трюкач                            | The Stunt Man                               | режиссёр, сценарист, продюсер |
| 1994 | ф   | Цвет ночи                         | Color of Night                              | режиссёр                      |
| 2001 | док | Зловещая сага о съёмках «Трюкача» | The Sinister Saga of Making «The Stunt Man» | режиссёр, сценарист, продюсер |